# Joseph Faber
Joseph Faber (* um 1786 in Freiburg; † 2. September 1866 in Wien) war ein österreichischer Mathematiker, Astronom und Erfinder, der durch die von ihm entworfene und gebaute Sprachmaschine Euphonia bekannt wurde.

## Leben
Joseph Faber wurde um 1786 in Freiburg geboren und wuchs in Wien auf. Nach der Matura studierte er am Polytechnikum in Wien Mathematik und Astronomie. Er kam als Soldat zur österreichischen Artillerie und arbeitete anschließend im Katasterbüro als Buchhalter. Dort stellte sich eine psychische Erkrankung heraus, die als Hypochondrie gedeutet wurde. Sein Arzt verschrieb ihm „mechanische Tätigkeiten“; sein Arbeitgeber beim Katasteramt, General von Fallon, bezahlte ihm einen Urlaub von einem Jahr.
Vermutlich um 1823 stieß Faber auf eine Publikation des Hofraths Wolfgang von Kempelen, in der jener seinen Schachtürken beschrieb. Daraus entstand die Idee, eine ähnlich dimensionierte Maschine zu konstruieren, die sprechen konnte. Sein Arbeitgeber hielt Fabers Idee und nunmehr ihn selbst für verrückt und strich das Gehalt, worauf dieser sich nach Freiburg zu seiner in wohlhabenden Verhältnissen lebenden Schwester zurückzog. An der Freiburger Universität erhielt er Zugang zum pathologischen Institut der Medizin und sezierte dort über 100 Schädel von Leichen, um sich ein Bild vom Stimmtrakt des Menschen zu machen. Nach 12 Jahren stand der erste Prototyp der Euphonia. Die Maschine konnte alle Konsonanten und Vokale der deutschen Sprache von sich geben, jedoch noch nicht das i. Nach weiteren drei Jahren gelang auch das, und Faber kehrte (erstmals seit 15 Jahren) nach Wien zurück, um den Automaten vorzustellen. Er fand kein Interesse. 
Fabers Auftritte mit der Euphonia in Philadelphia 1845 und London 1846 brachten ihm einige mediale Aufmerksamkeit, unter anderem weil die Maschine God save the Queen singen konnte, jedoch keinen kommerziellen Erfolg. Auch der US-Markt brachte ihm keinen Erfolg. 
Joseph Faber starb vermutlich durch Suizid.